# Polícia da República Húngara
A Polícia Húngara  (hu. Rendőrség, polícia) é a polícia civil da Hungria, criada em 1990, no atual formato, substituindo a Polícia do Estado comunista.
Desde 2010 está subordinada ao Ministério do Interior.
A direção nacional da polícia está situada na cidade de Budapeste, no seu 13° Distrito urbano. O edifício sede é conhecido como Palácio da Polícia.
A sua organização conta, além da unidade central, com direções de polícias metropolitanas, delegacias de polícia e unidades de fronteiras. Existe uma unidade policial destinada à segurança de dignitários, uma divisão de investigação policial de abrangência nacional, uma unidade de pronta intervenção e uma diretoria de polícia aeroportuária.

## Armamento
- FEG PA-63 - pistola
- FEG - P9R - pistola
- Heckler & Koch USP - pistola
- IMI Jericho 941 F  - pistola
- Heckler & Koch MP5 - submetralhadora
- UZI - submetralhadora
- AMD-65 - rifle de assalto
- PK machine gun - submetralhadora leve
- Dragunov - rifle sniper
- Gepard - anti-rifle
- TPG-1 - rifle sniper de precisão
- Bomba de gas CS
- MK-9 and MK-4 - spray
- Lança granada 40mm, equipada com carga não letal.

## Veículos policiais

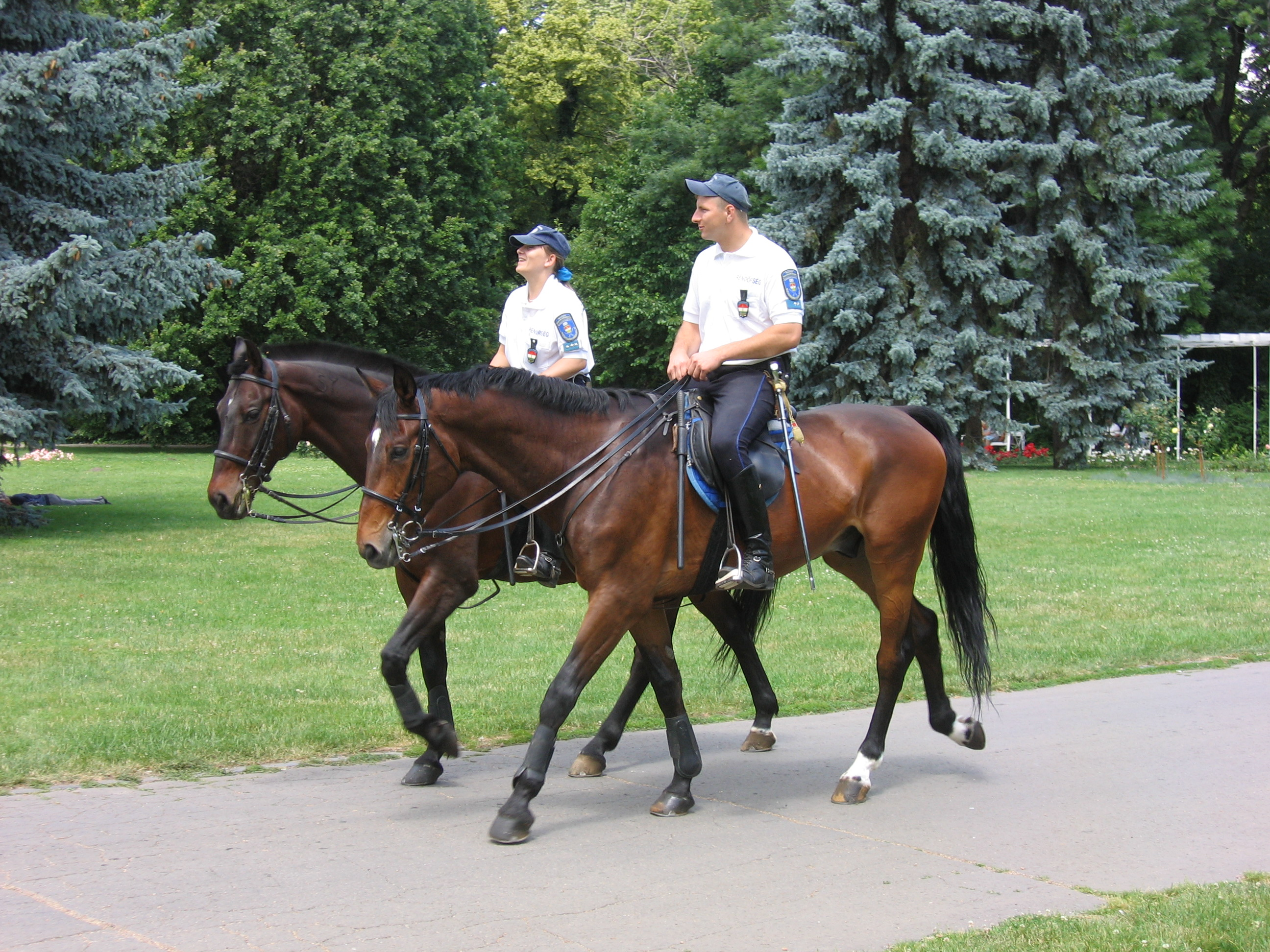
Cavalarianos da polícia em Budapeste

- Chevrolet Lacetti
- Ford Focus
- Ford Mondeo
- Lada Niva
- Nissan Navara
- Nissan Pathfinder
- Opel Astra
- Renault Master
- SEAT Córdoba
- Škoda Felicia
- Škoda Octavia
- Suzuki Ignis
- Suzuki Wagon R
- Volkswagen Golf
- Volkswagen Transporter